# Комісія з ядерного регулювання
Комісія з ядерного регулювання (англ. Nuclear Regulatory Commission) (NRC) — є незалежною агенцією уряду Сполучених Штатів, завданням якої є захист громадського здоров’я та безпеки, пов’язані з ядерною енергією. Заснована Законом про енергетичну реорганізацію 1974 року, NRC розпочала свою діяльність 19 січня 1975 року як одна з двох агенцій-наступників Комісії з атомної енергії Сполучених Штатів. Його функції включають нагляд за безпекою та безпекою реактора, керування ліцензуванням і продовженням ліцензій на реактори, ліцензування радіоактивних матеріалів, радіонуклідну безпеку та управління зберіганням, безпекою, переробкою та захороненням відпрацьованого палива.

## Історія

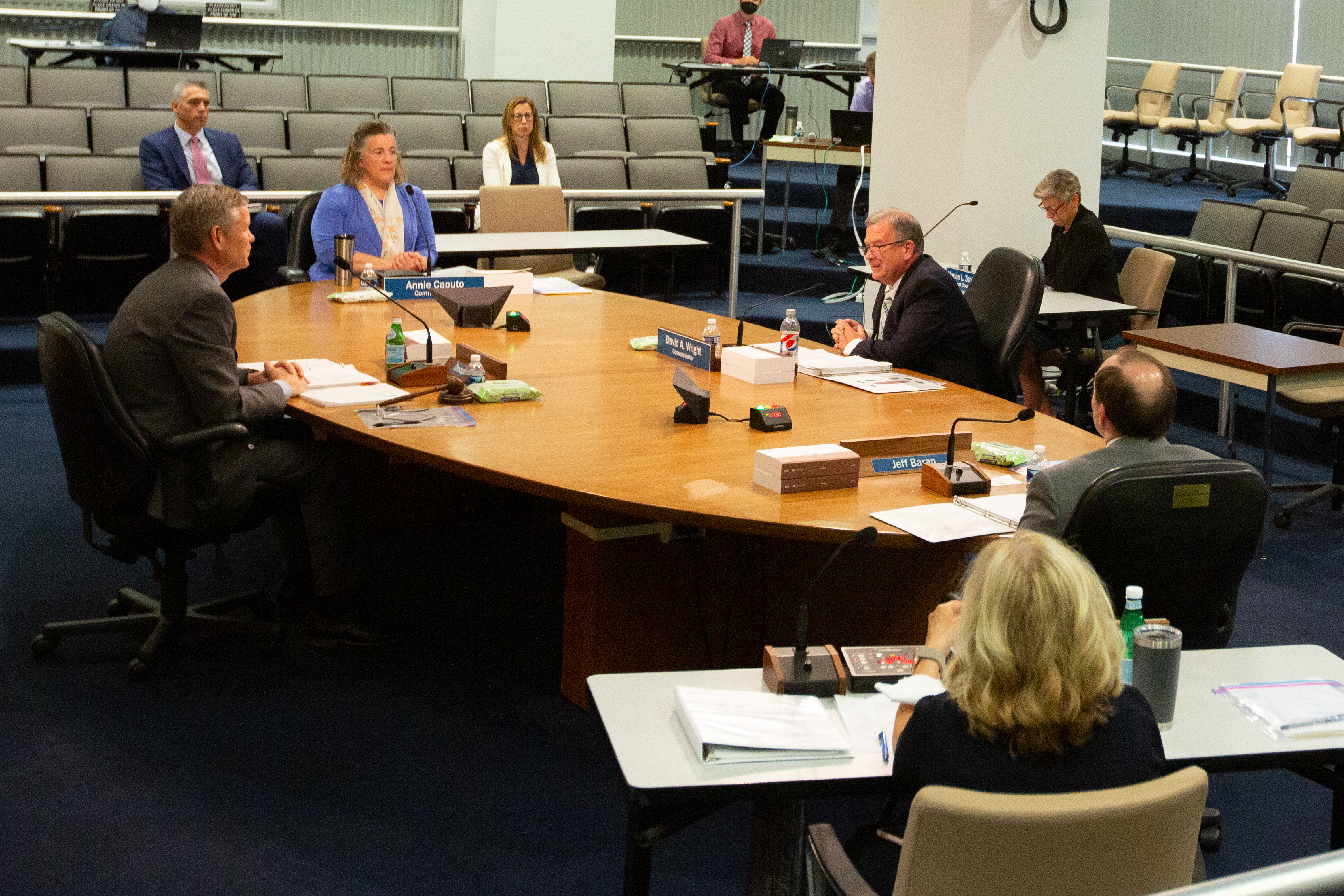
Комісія зібрана у 2021 році

До 1975 року питаннями радіонуклідів займалася Комісія з атомної енергії . AEC було розпущено, оскільки вважалося, що він надає необґрунтовану перевагу галузі, яку йому доручено регулювати. NRC було створено як незалежну комісію для нагляду за питаннями ядерної енергетики, нагляду за ядерною медициною та ядерною безпекою.
У 1975 році AEC США перетворився на Адміністрацію енергетичних досліджень і розробок (ERDA), відповідальну за розробку та нагляд за ядерною зброєю. Дослідження та сприяння цивільному використанню радіоактивних матеріалів, наприклад, для ядерного неруйнівного тестування, ядерної медицини та ядерної енергетики, тим же актом було розділено на Управління ядерної енергії, науки та технологій ERDA. У 1977 році ERDA стало Міністерством енергетики США (DOE). У 2000 році було створено Національне управління ядерної безпеки як підрозділ Міністерства енергетики, відповідальний за ядерну зброю.

## Місія та комісари
Місія NRC полягає в регулюванні цивільного використання нацією побічних продуктів, вихідних і спеціальних ядерних матеріалів для забезпечення належного захисту здоров'я та безпеки населення, сприяння спільній обороні та безпеці та захисту навколишнього середовища. Регуляторна місія NRC охоплює три основні сфери:
- Реактори – комерційні реактори для виробництва електроенергії та дослідницькі та випробувальні реактори, які використовуються для досліджень, випробувань і навчання
- Матеріали – використання ядерних матеріалів у медичних, промислових та академічних установах і на установках, які виробляють ядерне паливо
- Відходи – транспортування, зберігання та захоронення ядерних матеріалів і відходів, а також виведення з експлуатації ядерних установок.

### Список голів[6]
| Но. | Ім'я (крісло)        | Фото | Термін повноважень  | Термін повноважень   | Призначений        |
| --- | -------------------- | ---- | ------------------- | -------------------- | ------------------ |
| 1   | Білл Андерс          |      | 19 січня 1975 року  | 20 квітня 1976 року  | Джеральд Форд      |
| 2   | Маркус А. Роуден     |      | 19 січня 1975 року  | 15 січня 1977 року   | Джеральд Форд      |
| 3   | Джозеф М. Гендрі     |      | 3 березня 1977 року | 7 грудня 1979 року   | Джиммі Картер      |
| 4   | Джон Ф. Ахірн        |      | 7 грудня 1979 року  | 2 березня 1981 року  | Джиммі Картер      |
| 5   | Нунціо Дж. Палладіно |      | 1 липня 1981 року   | 30 червня 1986 року  | Рональд Рейган     |
| 6   | Ландо В. Зех мл.     |      | 1 липня 1986 року   | 3 червня 1989 року   | Рональд Рейган     |
| 7   | Кеннет Монро Карр    |      | 1 липня 1989 року   | 30 червня 1991 року  | Джордж Буш-старший |
| 8   | Іван Селін           |      | 1 липня 1991 року   | 30 червня 1995 року  | Джордж Буш-старший |
| 9   | Ширлі Енн Джексон    |      | 1 липня 1995 року   | 30 червня 1999 року  | Білл Клінтон       |
| 10  | Річард Месерв        |      | 29 жовтня 1999 року | 31 березня 2003 року | Білл Клінтон       |
| 11  | Нільс Дж. Діас       |      | 1 квітня 2003 року  | 30 червня 2006 року  | Джордж Буш         |
| 12  | Дейл Е. Кляйн        |      | 1 липня 2006 року   | 13 травня 2009 року  | Джордж Буш         |
| 13  | Григорій Ячко        |      | 13 травня 2009 року | 9 липня 2012 року    | Барак Обама        |
| 14  | Еллісон Макфарлейн   |      | 9 липня 2012 року   | 31 грудня 2014 року  | Барак Обама        |
| 15  | Стівен Г. Бернс      |      | 1 січня 2015 року   | 23 січня 2017 року   | Барак Обама        |
| 16  | Крістін Свініцкі     |      | 23 січня 2017 року  | 20 січня 2021 р      | Дональд Трамп      |
| 17  | Крістофер Т. Хенсон  |      | 20 січня 2021 р     | Діючий               | Джо Байден         |

## Організація

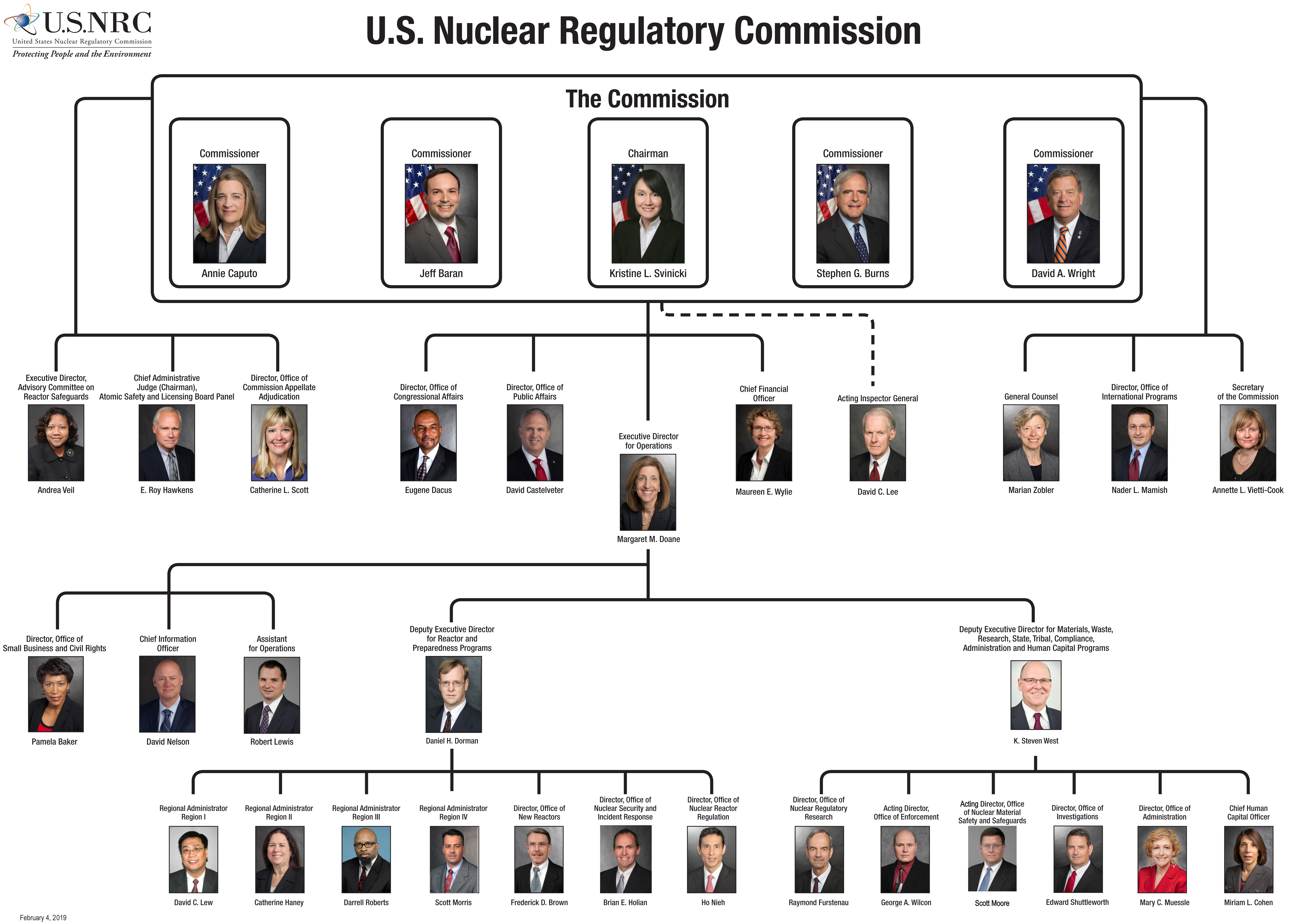
Організаційна схема NRC у лютому 2019 року

NRC складається з комісії з одного боку та офісів виконавчого директора з операцій з іншого. Комісія поділена на два комітети (Консультативний комітет із гарантій безпеки реакторів і Консультативний комітет з медичного використання ізотопів) і одну раду, комісію з питань атомної безпеки та ліцензування, а також вісім офісів персоналу комісії (Офіс Комісії з апеляційних рішень, Офіс у справах Конгресу, Офіс головного юрисконсульта, Офіс міжнародних програм, Офіс зі зв’язків з громадськістю, Офіс секретаря, Офіс головного фінансового директора, Офіс виконавчого директора з операцій).

### Регіони

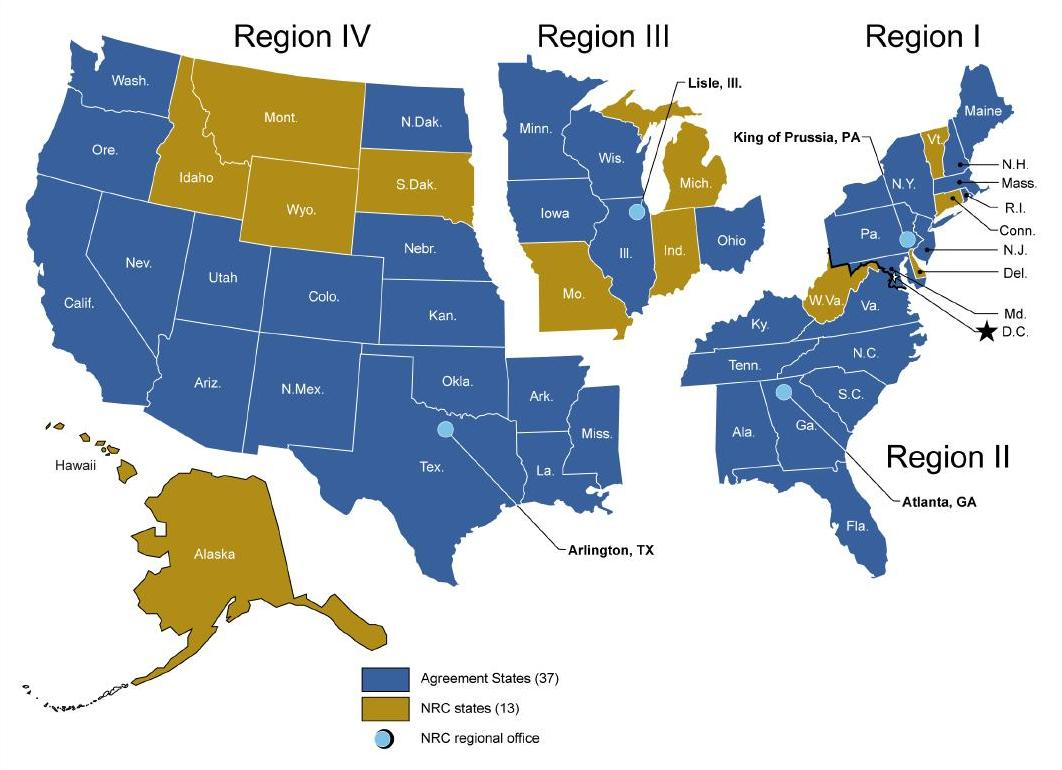
Карта регіонів NRC

Територія NRC поділена на чотири географічні регіони; до кінця 1990-х існував офіс Регіону V у Уолнат-Крік, Каліфорнія, який був поглинений Регіоном IV, а Регіон V був розпущений.
- Регіон I, розташований у королівстві Пруссії, штат Пенсільванія, контролює північно- східні штати.
- Регіон II, розташований в Атланті, штат Джорджія, контролює більшість південно-східних штатів.
- Регіон III, розташований у Лайлі, штат Іллінойс, контролює Середній Захід.
- Регіон IV, розташований в Арлінгтоні, Техас, контролює західні та південні центральні штати.

У цих чотирьох регіонах NRC контролює роботу ядерних реакторів США, а саме 94 енергетичних реакторів і 31 неенергетичних або дослідницьких і випробувальних реакторів. Контроль здійснюється на кількох рівнях. Наприклад:
- Кожна енергоблокова площадка має постійних інспекторів, які контролюють повсякденну роботу.
- Численні спеціальні інспекційні групи з різними фахами регулярно проводять перевірки на кожному об’єкті.